# 常琳
常琳（1981年4月17日—），是一名中国足球运动员。

## 球员生涯
出生于大连、成长于大连，但常琳这个名字对于很多滨城球迷来说，还是有些陌生。常琳是原大连赛德隆的主力后卫，之后经历了球队被迫转让以及收购合并的一系列事件。2004年，在以大连人为班底的珠海中邦队里，身为队长的常琳实现了他多年的夙愿——冲超成功。2006年中邦转让给联城，更名上海联城队，代表联城征战1个赛季后，申花联城大合并，更名上海申花队，常琳也是联城队中唯一几个能在申花踢上主力的队员，是当时的“四队长”之一。2007年代表申花出场15次，发挥稳定，2007年赛季结束，被俱乐部挂牌。
2008年初，在与杜威、李玮锋组合竞争中难以确保主力中后卫位置的常琳成为47名被一起挂牌的申花球员之一。2008年1月31日，小年夜上海申花与浙江绿城达成协议，在挂牌上榜截止时间的前一个小时，申花方面最终松口，让一直与绿城惺惺相惜的常琳挂牌上榜。应该说，常琳上榜之后，到目前一直愉快的跟随绿城冬训，再到绿城方面直言不讳敲定常琳为绿城今年的内援引进对象，似乎，这一切都在表明，绿城与申花方面就常琳的转会，进行的非常顺利。但是，事实上，申花方面与绿城就常琳转会价钱的问题，此前还是存在着分歧的，而且这个分歧的差距绝对不是个小数目。当初上榜挂牌，申花为常琳计算出的上榜价钱接近300万。但是有了解申花与绿城关于常琳转会谈判情况的人士透露：“两家一开始接触的时候，申花一开始还是做出了礼貌让价的，不过在申花第一次开价之后，绿城并没有急于回应申花这边，由于很长时间绿城都没了声音，双方的谈判也就先放下了。”“当然，在这样的情况下，等绿城想要谈的时候，申花方面的价钱也就降不下来了，双方当然就僵持在这里了”加上申花今年在内援方面除了引进了中后卫徐阳之外，没有引进任何队员，因此，当时也有知情人士揣测，就是在价钱差距较大的情况下，申花很有可能收回常琳，最终放弃与绿城的买卖。不过，申花最终和绿城的谈判还是顺利的完成了，这其中绿城确实表现出了想要引进常琳的决心和诚意。在这样的情况下，据悉，小年夜的傍晚，申花最终和绿城关于常琳的转会费敲定在了200万上下。不过，申花方面在对常琳的转会条款中写到“两年内面对申花不许上场”的规定，此条规定在之后转会绿城的杜威与孙吉的合同中也有出现。然而中后卫吴伟超转会绿城时却无此规定。
来到绿城后的常琳身披着4号战袍，长时间在首发与替补之间徘徊，位置也不稳定。成为了绿城引援不科学，人太多的牺牲品。2009年联赛末端，因为带队成绩不佳，当时的绿城队主帅周穗安下课。取而代之的是常琳在上海申花的恩师吴金贵。吴金贵上任后不仅激活了被周穗安冷落的吴伟超，还任命常琳为球队的第二队长。仅次于中场球员马成。吴金贵上任的第二场比赛，绿城队客场挑战重庆力帆，本场比赛是关保级大事。身为队长的常琳首发出场。整场比赛很不在状态。下半场面对空门又将球打飞。最后绿城队1:2不敌重庆，保级形势急剧恶化。而赛后的休息室里，常琳的手机又响起。赛后，绿城队内出现了买球卖球的恶劣现象。而在上场比赛行为怪异的常琳有重大嫌疑。之后，虽身为二号队长，但常琳还是受到了球队的封杀，再也没有代表绿城上场。直至最后一轮，绿城队在必须拿下国安才有希望保级的恶劣情况下也没有派上常琳。之后绿城队0:4败走工体惨遭降级。常琳也在赛季后被挂牌。
2010年常琳再次转会，回归大连加盟了新组建的乙级球队大连阿尔滨，身披27号球衣并担任队长，在2010年中乙联赛中发挥稳定，出场18次并打进4球，是阿尔滨队成功冲甲的定海神针。
2011年常琳继续作为大连阿尔滨的队长带队征战2011年中国足球甲级联赛，并率队夺冠。
2012年随着国脚于大宝的到来，常琳交出了队长袖标，并逐渐淡出一线队阵容。

## 联赛出场纪录
最後更新：2011年12月31日 
| 赛季 | 俱乐部     | 國家 | 出场 | 入球 |
| ---- | ---------- | ---- | ---- | ---- |
| 2001 | 大连赛德隆 | 中国 | ?    | ?    |
| 2002 | 大连赛德隆 | 中国 | ?    | 1    |
| 2003 | 珠海安平   | 中国 | 24   | 2    |
| 2004 | 珠海中邦   | 中国 | 27   | 6    |
| 2005 | 上海中邦   | 中国 | 12   | 0    |
| 2006 | 上海联城   | 中国 | 27   | 2    |
| 2007 | 上海申花   | 中国 | 15   | 0    |
| 2008 | 浙江绿城   | 中国 | 22   | 0    |
| 2009 | 杭州绿城   | 中国 | 16   | 0    |
| 2010 | 大连阿尔滨 | 中国 | 18   | 4    |
| 2011 | 大连阿尔滨 | 中国 | 20   | 1    |